# Lipički perivoj
Gradski perivoj u Lipiku smatra se u stručnim krugovima jednim od najljepših u sjevernoj Hrvatskoj. 
Kao spomenik vrtne arhitekture registriran je 1965. godine rješenjem Republičkog zavoda za zaštitu prirode SRH u Zagrebu, a 1986. godine je Zavod za urbanizam Arhitektonskog fakulteta Sveučilišta u Zagrebu izradio plan njegove obnove. Ideja tog plana bila je sačuvati perivoj tamo gdje postoji i vratiti mu neobarokna, odnosno romantičarska obilježja s prijelaza stoljeća. 
Na površini od oko 10,4 ha perivoj je do danas sačuvan na izvornoj površini i bez bitnih promjena perivojne kompozicije. Lječilišni perivoj u kojeg su uklopljene sve lječilišne zgrade, kompozicijski se sastoji iz dvije stilsko-oblikovne cjeline: 1. Historicistički (neobarokni) geometrijski uresni vrtovi ispred glavnoga pročelja zgrade i 2. Kasnoromantičarski (neoromantičarski) perivoj.
Osnovnu konstrukciju perivoja određuju zgrade, aleje i drvoredi, sustav šetnica te perivojni interijeri. Znatnija izgradnja novih zgrada nastaje u drugoj polovici 20. stoljeća.
Nakon izgradnje hotela "Gami" 1872. godine počelo se s uređenjem perivoja. Budući da su se kupališni objekti tada dograđivali više spontano nego na osnovu plana, može se pretpostaviti da su i počeci uređenja okoliša bili bez jasnog koncepta.
Tek nakon 1890. godine, kada novi vlasnici proširuju lječilište i izgrađuju "Kursalon" i druge kupališne objekte, dolazi do formiranja reprezentativnog perivoja koji je tada postavljen na površini od 10,4 hektara.
Urbanistički ansambl, kojeg čine Kursalon, natkriveno šetalište Wandelbahn, "Mramorne" i "Kamene" kupke te Kurhotel, formira prostor unutar kojeg je oblikovan neobarokni perivoj čija su obilježja geometrijska prostorna organizacija i šišani oblici vegetacije.
Preostali dio nosio je obilježje romantičarskih perivoja kasnog 19. stoljeća. 
Perivoj krase skladni odnosi između šumskih i livadnih površina, grupe stabala i građevinskih objekata, maštovito vođene staze te brojni vrtni objekti.
Vrt ispred Kursalona nosi obilježje neobaroknog vrta. Pravokutni prostor je veličine 70 x 100 metara, a okružuju ga pročelje Kursalona na jugu, Wandelbahn na zapadu, drvored divljih kestenova na sjeveru i aleja šišanog graba (grabič-put) na istoku.
Dio perivoja obilovao je objektima i sadržajima koji su stvarali romantičarski ugođaj parkovnog prostora (paviljoni, sjenice, pergole, odmorišta i slično, a svoj park imao je i Izidorovac, Ergela. U perivoju su bili brojni vrtni dekorativni elementi (stupovi, balustrade, vaze, žardinjere). 
Jugozapadno od Kursalona bilo je jezero s otočićem, neposredno uz "Jelkin brijeg".
Taj brežuljak sa sjenicom i klupama, odakle se pružaju pogledi na perivoj, podigao je grof Janković za svoju kćer Jelku kako bi u sjeni stabala mogla slušati glazbu iz obližnjeg paviljona.
Na zapadnom rubu perivoja bila je vrtlarija s vrtlarovom kućom i staklenicima. Posebno je zanimljivo, ali i značajno za Lipik, da palme na splitskoj rivi potječu iz lipičke vrtlarije u kojoj je godinama radila obitelj Kostlivy. U istočnom dijelu perivoja uređena su dva igrališta za tenis. 
Posebnu ljepotu vrtnom prostoru između "Kurhotela", "Mramornih" i "Kamenih" kupki daje cvjetni parter, te puzavice na pročeljima objekata i cvijeće na prozorima "Kurhotela".
U vrtu ispred hotela "Depadance" izgrađen je "Izvor" - Grofovo vrelo, jednokatni paviljon oktogonalnog tlocrta te dekorativni parter s fontanom, iz koje teče mineralna voda, i meteorološkim stupovima.

## Vanjske poveznice
- Službene stranice grada Lipika
- Parkovi Lipika  Arhivirana inačica izvorne stranice od 3. veljače 2007. (Wayback Machine)